# Minas de Matahambre

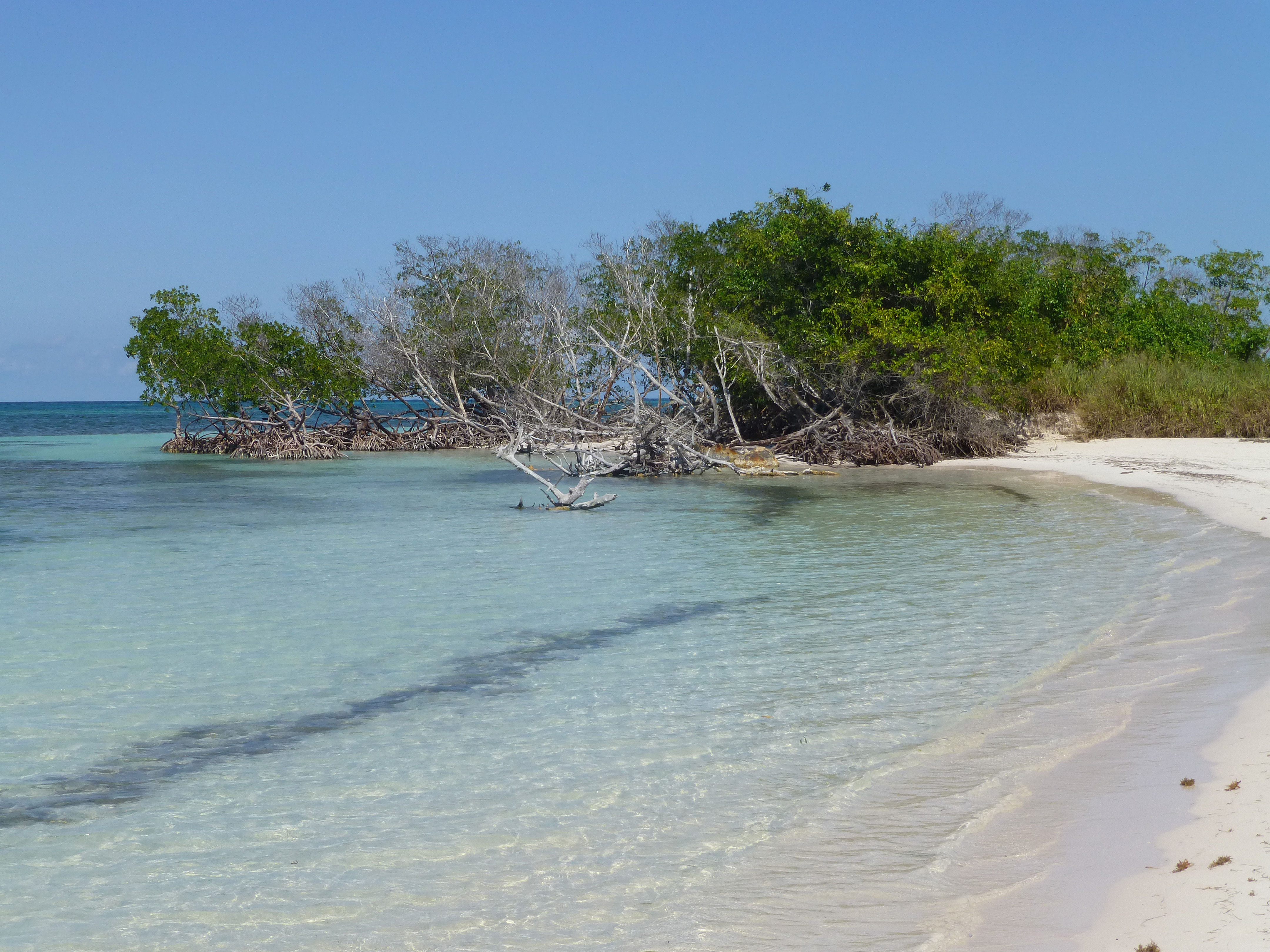
Praia de Cayo Jutías, em Minas de Matahambre.

Minas de Matahambre é um município de Cuba pertencente à província de Pinar del Río.